# 토마티요
토마티요(스페인어: tomatillo, 학명: Physalis philadelphica 피살리스 필라델피카[*])는 가지과의 식물이다.

## 분포
아메리카에 분포한다. 남아메리카(과테말라, 엘살바도르)와 북아메리카(멕시코)가 원산지이다.

## 사진 갤러리

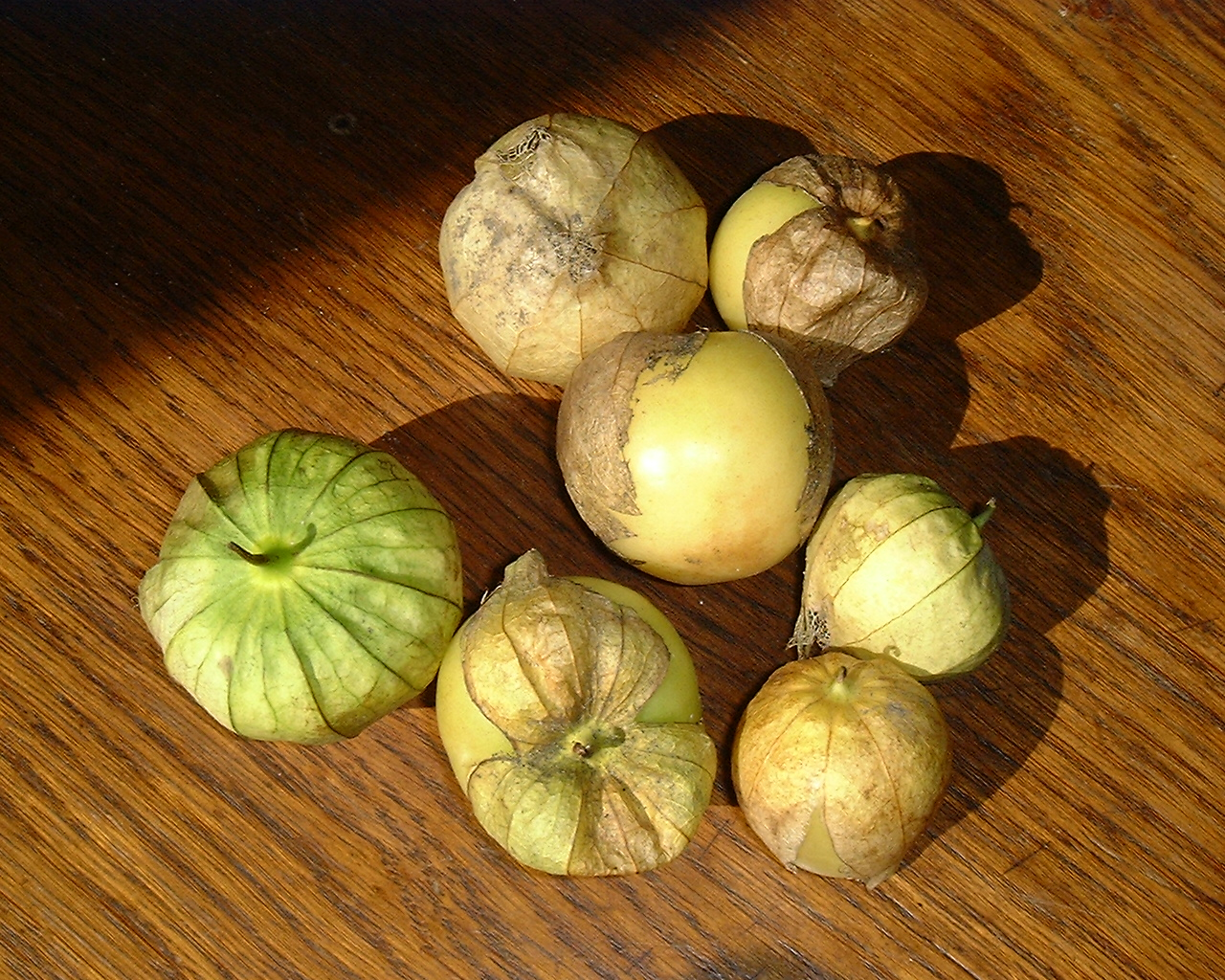
토마티요 (열매)